# Harduona
Harduona (nep. हर्दौना) – gaun wikas samiti w zachodniej części Nepalu w strefie Lumbini w dystrykcie Kapilvastu. Według nepalskiego spisu powszechnego z 2001 roku liczył on 661 gospodarstw domowych i 4064 mieszkańców (1976 kobiet i 2088 mężczyzn).